# Akira Kitaguchi
Akira Kitaguchi (jap. 北口 晃, Kitaguchi Akira; * 8. März 1935) ist ein ehemaliger japanischer Fußballnationalspieler.
Kitaguchi absolvierte zwischen 1958 und 1959 zehn Länderspiele. Sein einziges Tor gelang ihm am 28. Dezember 1958 in einem Freundschaftsspiel gegen die Auswahl Malaysias.